# 프란시스코 방고이 국제공항
프란시스코 방고이 국제공항(영어: Francisco Bangoy International Airport, 필리핀어: Paliparang Pandaigdig na Francisco Bangoy, 세부아노어: Tugpahanang Pangkalibutanon nga Francisco Bangoy)은 필리핀 다바오시에 있는 국제공항이다. 이 공항은 흔히 다바오 국제공항이라고 한다. 민다나오섬에서 가장 분주한 공항으로써, 민다나오섬을 출발하는 국제선의 기반이 되고 있다. 3000 m 길이의 활주로를 한 개 갖추고 있다.
필리핀 항공운송사무소(ATO)의 통계에 따르면, 2007년 한 해 동안 1,534,264명의 승객과 84,374톤의 화물을 수송하는 실적을 보였다.
2003년 3월 4일에는 구 터미널 외부에서 폭탄이 폭발하여, 21명이 사망하고 최소 145명이 부상을 입는 사건이 있었다.

## 운항 노선
- 가나다 순

### 국제선
| 항공사                 | 목적지         |
| ---------------------- | -------------- |
| 실크에어               | 싱가포르       |
| 세부 퍼시픽            | 싱가포르       |
| 가루다 인도네시아 항공 | 마나도         |
| 캐세이 드래곤          | 홍콩           |
| 카타르항공             | 앙헬레스, 도하 |

### 국내선
| 항공사            | 목적지                                         |
| ----------------- | ---------------------------------------------- |
| PAL 익스프레스    | 카가얀데오로                                   |
| 세부퍼시픽        | 마닐라, 잠보앙가, 세부, 일로일로, 카가얀데오로 |
| 에어아시아 제스트 | 마닐라                                         |
| 필리핀 항공       | 마닐라                                         |